# Абдуллаев, Агахан Минахан оглы
Агахан Минахан оглы Абдуллаев (азерб. Ağaxan Minaxan oğlu Abdullayev; 6 февраля 1950, пгт Амирджаны, Азербайджанская ССР — 25 декабря 2016, Баку, Азербайджан) — азербайджанский ханенде, народный артист Азербайджана (1998).

## Биография
В 1973 году окончил класс мугама (преподаватель — Нариман Алиев) Бакинского музыкального училища имени Асафа Зейналлы.
С 1975 года — преподаватель мугама в Бакинском музыкальном училище имени Асафа Зейналлы, одновременно с этим был солистом Азербайджанской государственной филармонии.
В репертуаре ханенде были многочисленные народные песни, тэснифы, дэстгяхы и зэрб-мугамы. Мугамы в его исполнении хранятся в золотом фонде национального телевидения и радио. Артист обладал сильным, приятным голосом с широким диапазоном, отличался своеобразной манерой исполнения, вносил вклад в музыкальную и мугамную культуры Азербайджана. Благодаря высокой сценической культуре ханенде снискал уважение знатоков мугама и любителей музыки. Гастролировал в Иране, Турции и многих других странах. Активно участвовал в широкомасштабных программах Фонда Гейдара Алиева, связанных с мугамом, являлся неотъемлемой частью его деятельности по сохранению традиций мугамного исполнительства.
В 2000-х годах у артиста было обнаружено онкологическое заболевание. Скончался в 2016 году, похоронен в посёлке Тюркан.

## Награды и звания
- Заслуженный артист Азербайджана (1993)
- Народный артист Азербайджана (1998)
- Премия «Хумай» (2002)
- Персональная пенсия Президента Азербайджанской Республики (2005)[1]
- Орден «Слава» (2010)
- Международная премия Фонда Гейдара Алиева «Золотой чинар» (2015)